# Raparna
Raparna é um gênero de traça pertencente à família Arctiidae.